# Sugar (canção de Maroon 5)
"Sugar" é uma canção da banda norte-americana Maroon 5, gravada para o seu quinto álbum de estúdio V. Foi composta e produzida por Ammo e Cirkut, com auxílio na composição por Adam Levine, Lukasz Gottwald, Jacob Kasher Hindlin e Mike Posner. O tema foi enviado para as principais rádios norte-americanas a 15 de Janeiro de 2015, através da Interscope Records, servindo como terceiro single do disco.

## Vídeo musical
O vídeo musical do tema foi lançado no dia 14 de janeiro de 2015. A sua produção consiste na invasão da banda em casamentos na cidade de Los Angeles em dezembro de 2014 para tocar de surpresa para os convidados, sendo que somente os noivos e os produtores dos casamentos tinham conhecimento deste fato. Uma pesquisa realizada por um site muito americano constatou a presença de atores entre os convidados, bem como entre os noivos e questionou a veracidade dos casamentos. Apesar deste site americano fazer esse questionamento, o diretor de "Sugar", David Dobkin, disse em entrevista a VH1 que os casamentos foram reais. 
Uma semana após o lançamento do vídeo musical oficial, a banda lançou uma versão alternativa que conta com a participação de fãs de diversos países. Os fãs que constituem esta segunda versão do vídeo musical dublam o terceiro single de V, "Sugar". 

## Desempenho nas tabelas musicais

### Posições
| Tabela musical (2014)                                                                   | Melhor posição |
| --------------------------------------------------------------------------------------- | -------------- |
| Austrália (ARIA)                                                                        | 6              |
| Áustria (Ö3 Austria Top 75)                                                             | 27             |
| Bélgica (Ultratop 50 de Flandres)                                                       | 30             |
| Bélgica (Ultratop 50 da Valônia)                                                        | 32             |
| Canadá (Canadian Hot 100)                                                               | 3              |
| Canadá (Billboard AC)                                                                   | 3              |
| Canadá (Billboard CHR/Top 40)                                                           | 5              |
| Canadá (Billboard Hot AC)                                                               | 3              |
| Croácia (Airplay Radio Chart)                                                           | 3              |
| República Checa (Rádio Top 100)                                                         | 10             |
| CzechRepublic Digital\|year=2015\|week=8\|rowheader=true\|accessdate=February 2, 2015}} | 1              |
| Dinamarca (Hitlisten)                                                                   | 5              |
| Dinamarca (Tracklisten Airplay)                                                         | 15             |
| Europa (Billboard Euro Digital Song Sales)                                              | 11             |
| Finlândia (Suomen virallinen lista)                                                     | 11             |
| França (SNEP)                                                                           | 26             |
| O campo songid é OBRIGATÓRIO PARA PARADA ALEMÃ                                          | 45             |
| Grécia (Billboard Digital Songs)                                                        | 9              |
| Hungria (Rádiós Top 40)                                                                 | 2              |
| Hungria (Single Top 40)                                                                 | 2              |
| Irlanda (IRMA)                                                                          | 5              |
| Israel (Media Forest)                                                                   | 3              |
| Itália (FIMI)                                                                           | 12             |
| Japão (Japan Hot 100)                                                                   | 30             |
| Líbano (The Official Lebanese Top 20)                                                   | 1              |
| Líbano (The Official Lebanese Top 20)                                                   | 1              |
| México (Billboard Airplay)                                                              | 1              |
| México (Billboard Ingles Airplay)                                                       | 4              |
| Países Baixos (Dutch Top 40)                                                            | 9              |
| Países Baixos (Single Top 100)                                                          | 10             |
| Nova Zelândia (Recorded Music NZ)                                                       | 3              |
| Noruega (VG-lista)                                                                      | 11             |
| Portugal (Billboard Portugal Digital Song Sales)                                        | 8              |
| Escócia (Scottish Singles Chart)                                                        | 6              |
| Eslováquia (Rádio Top 100)                                                              | 6              |
| Slovakia digital\|2\|year=2015\|week=8\|rowheader=true\|accessdate=February 3, 2014}}   | 2              |
| África do Sul (EMA)                                                                     | 2              |
| Coreia do Sul (Gaon Digital)                                                            | 17             |
| Coreia do Sul (Gaon)                                                                    | 1              |
| Espanha (PROMUSICAE)                                                                    | 27             |
| Suécia (Sverigetopplistan)                                                              | 17             |
| Suíça (Schweizer Hitparade)                                                             | 13             |
| Reino Unido (UK Singles Chart)                                                          | 7              |
| Estados Unidos (Billboard Hot 100)                                                      | 2              |
| Estados Unidos (Billboard Adult Contemporary)                                           | 15             |
| Estados Unidos (Billboard Adult Top 40)                                                 | 3              |
| Estados Unidos (Billboard Mainstream Top 40)                                            | 5              |
| Estados Unidos (Billboard Rhythmic)                                                     | 25             |
| Venezuela Pop General (Record Report)                                                   | 17             |
| Venezuela Pop Rock General (Record Report)                                              | 8              |
| Venezuela Top Anglo (Record Report)                                                     | 1              |

## Histórico de lançamento
| País           | Data                  | Formato          | Editora discográfica |
| -------------- | --------------------- | ---------------- | -------------------- |
| Estados Unidos | 13 de Janeiro de 2015 | Rádio mainstream | Interscope           |